# Gentinnes Kongolo-herdenkingskapel
De herdenkingskapel Kongolo, gevestigd in Gentinnes (gemeente Chastre), in Waals-Brabant (België), werd in 1967 opgericht ter nagedachtenis aan de missionarissen en zendelingen (katholiek en protestant) die omkwamen tijdens de Simba-opstand (1962-1964) die volgde op de onafhankelijkheid van Congo. Het gebouw is modern van stijl en bevat 217 namen op de gevel.

## Het Kongolo-monument

### De gebeurtenis: het bloedbad in Kongolo
Eind december 1961 heroverden soldaten van het Congolese nationale leger de stad Kongolo op de Katangese gendarmes. De spiritaanse missionarissen die aan het hoofd stonden van het kleinseminarie van de stad werden op 31 december gearresteerd en 19 van hen werden op nieuwjaarsdag geëxecuteerd omdat zij verdacht werden voorstander te zijn van Moise Tshombe en de onafhankelijkheid van Katanga. Het bloedbad veroorzaakte grote emoties in België (waar de meeste spiritanen vandaan kwamen). Op 25 januari 1962 werd in de Sint-Michiels-en-Goedelekathedraal een nationale begrafenis gehouden in aanwezigheid van Prins Albert en andere hoge autoriteiten van het land.

### Het herdenkingskapelproject
Het jaar daarop waren bij de herdenkingsdienst alleen spiritanen en de families van de omgekomen missionarissen aanwezig. Toen ontstond het idee om iets te doen om de herinnering aan hun offer levend te houden. Omdat 9 van de 19 vermoorde spiritanen oud-studenten waren van het Gentinnescollege, werd besloten een herdenkingskapel te bouwen bij de ingang van het universiteitsterrein. Naarmate het vorderde, breidde het project zich uit en werd het oecumenisch. De kapel zal niet alleen het bloedbad in Kongolo herdenken, maar ook alle missionarissen die het leven lieten tijdens de Simba-opstand die volgde op de onafhankelijkheid van Congo (1962-1964). : katholieken en protestanten, priesters, religieuze mannen en vrouwen en leken, Europeanen, Amerikanen en Afrikanen. Dat leverde uiteindelijk 217 namen op.

### Ontwerp en constructie

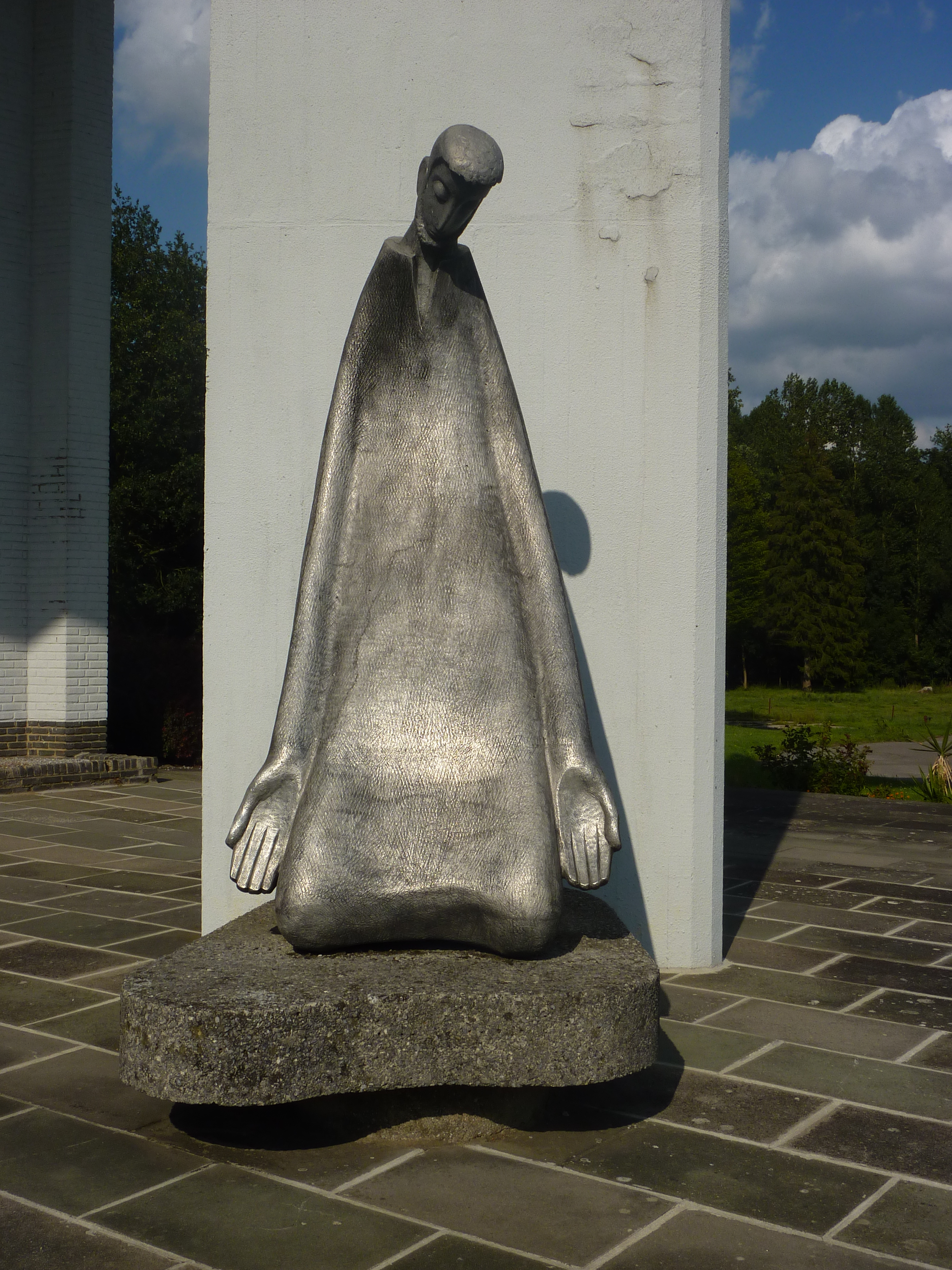
Standbeeld van een biddende missionaris, bij de ingang van de herdenkingskapel

Een openbare inschrijving werd geopend. Het monument zou nationaal zijn. De Belgische regering droeg daaraan bij, evenals het episcopaat, publieke figuren en vele anonieme personen. Het architecturale ontwerp van de kapel werd toevertrouwd aan architect Jeandrain de Gembloux, de glas-in-loodramen zijn van Yves Dehais, het standbeeld van de missionaris is van Raf Mailleux  van Genk . De stijl van het gebouw is slank en modern, open en licht. De sculpturen die de missionaris, Onze-Lieve-Vrouw van de Hoop en Christus in heerlijkheid aan het kruis (hoofdkruisbeeld), het standbeeld van de missionaris als ‘gebed’ (met het vers Mors in nobis operatur vita autem in vobis: 2 Kor. 4:11), de Maagd die haar kind Jezus aanbiedt aan de wereld en de algemene indeling van het kapel wijst op hoop en opstanding. De 217 namen die in bronzen letters op de voorwand zijn gegraveerd, vormen samen de afbeelding van een ei : nog een symbool van het leven.

### Inhuldiging
Het kapel werd ingehuldigd en ingewijd op 7 mei 1967 in aanwezigheid van de vele nabestaanden en van koning Boudewijn en koningin Fabiola. De herdenkingskapel van Kongolo is vandaag een van de populairste toeristische en bedevaartsoorden in Waals-Brabant. Het centrum van spirituele animatie dat het voormalige Spiritaanse college is geworden, biedt de nodige infrastructuur (parkeren, park, snacks en vooral een raamwerk van stilte en meditatie) om bezoekers te ontvangen.